# Regierungsbezirk Potsdam

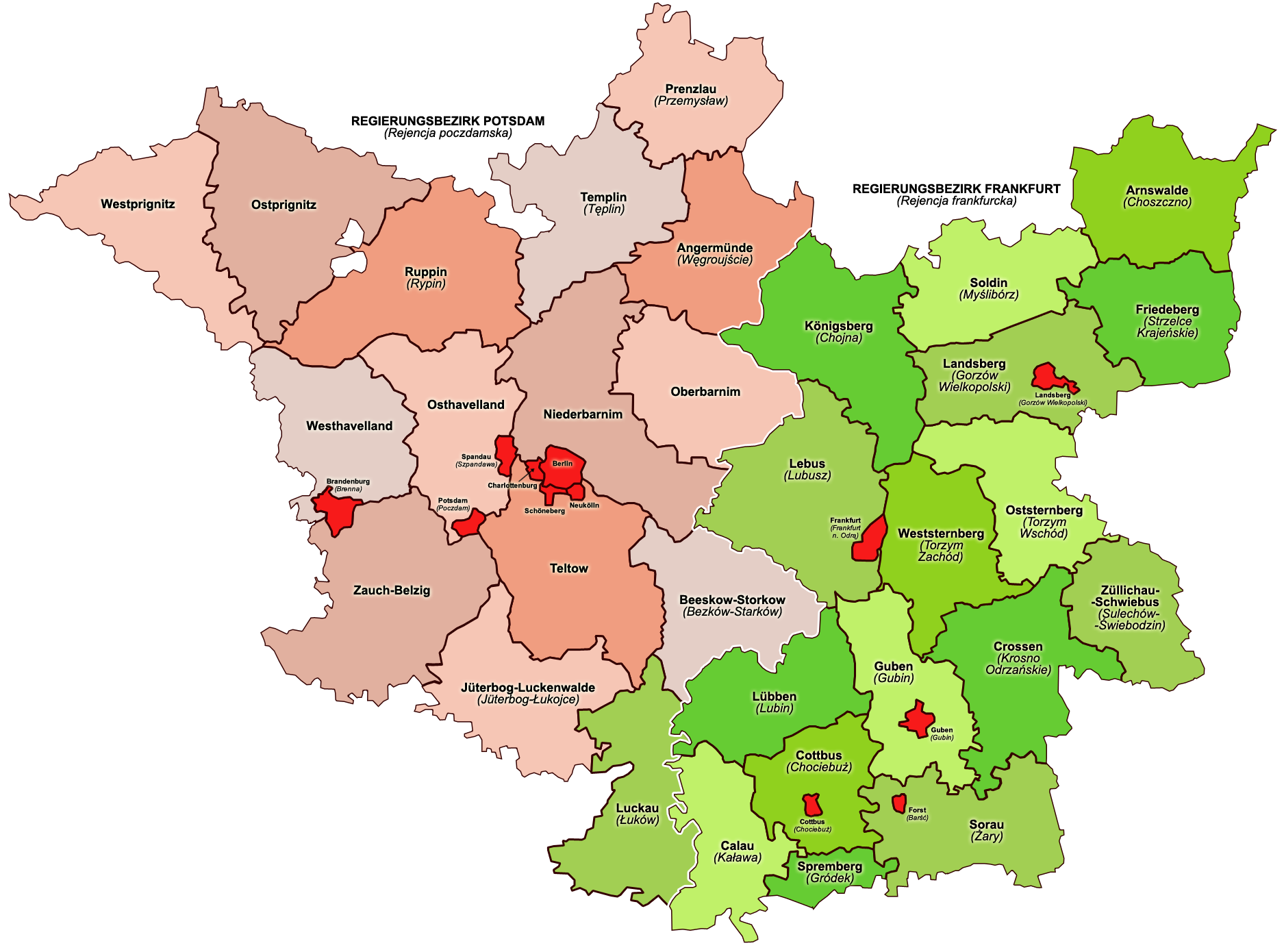
Provinsen Brandenburg indelning år 1905. Regierungsbezirk Frankfurt utbredning är markerat med röda och rosa nyanser på kartan.

Regierungsbezirk Potsdam var ett regeringsområde som existerade 1815–1945 och omfattande västra hälften av preussiska provinsen Brandenburg med undantag av stadskretsen Berlin. 1910 hade det hade en yta på 20 646
km² 2 859 427 invånare (1910). Huvudort var Potsdam.

## Indelning
Stadtkreise
1. Lichtenberg (1908–1920; sedan stadsdel i Berlin)
2. Schöneberg (1899–1920; sedan stadsdel i Berlin)
3. Wilmersdorf (1907–1920; sedan stadsdel i Berlin)
4. Brandenburg (från 1881)
5. Charlottenburg (1877–1920; sedan stadsdel i Berlin)
6. Eberswalde (från 1911)
7. Neukölln (1899–1920; sedan stadsdel i Berlin)
8. Potsdam (från 1809)
9. Rathenow (från 1925)
10. Spandau (1886–1920; sedan stadsdel i Berlin)
11. Wittenberge (från 1922)

Landkreise (residesstad)
1. Angermünde (Angermünde)
2. Beeskow-Storkow (Beeskow)
3. Jüterbog-Luckenwalde (Jüterbog)
4. Niederbarnim (Berlin)
5. Oberbarnim (Bad Freienwalde)
6. Osthavelland (Nauen)
7. Ostprignitz (Kyritz)
8. Prenzlau (Prenzlau)
9. Ruppin (Neuruppin)
10. Teltow (Berlin)
11. Templin (Templin)
12. Westhavelland (Rathenow)
13. Westprignitz (Perleberg)
14. Zauch-Belzig (Belzig)

## Källa
Den här artikeln är helt eller delvis baserad på material från Nordisk familjebok, Potsdam, 1904–1926.